# خزه سرکوب‌شده

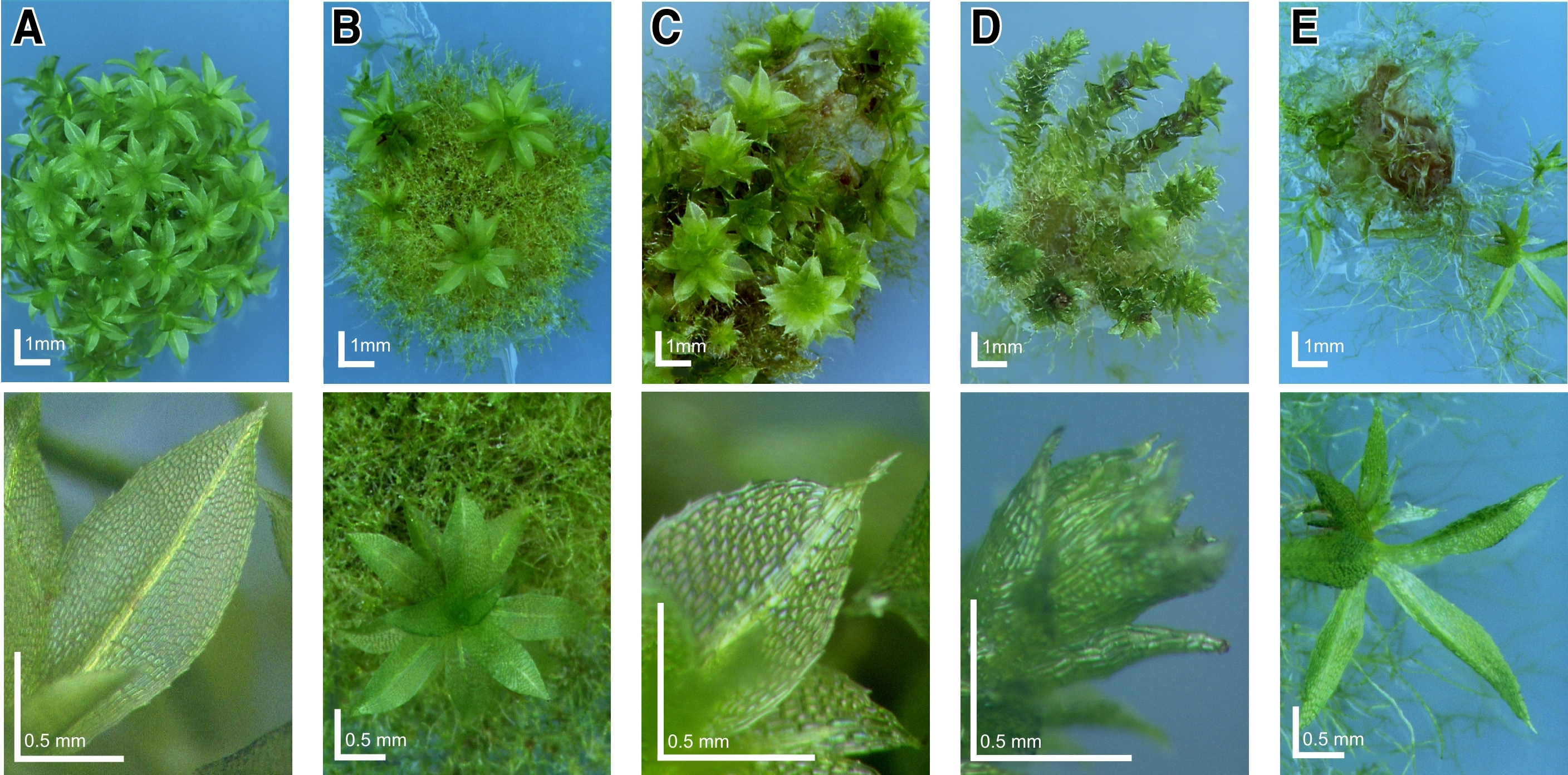
Physcomitrella نوع وحشی و خزه‌های سرکوب ژن: فنوتیپ‌های انحرافی القاشده در ترانسفورماتورهای کتابخانه اختلال ژن. گیاهان نوع وحشی و تبدیل‌شده Physcomitrella در محیط حداقل Knop برای القای تمایز و توسعه گامتوفورها رشد کردند. برای هر گیاه، یک نمای کلی (ردیف بالایی؛ نوار مقیاس مربوط به ۱ میلی‌متر است) و یک نمای نزدیک (ردیف پایین؛ نوار مقیاس برابر با ۰٫۵ میلی‌متر) نشان داده شده است. ج: گیاه خزه نوع وحشی هاپلوئید کاملاً پوشیده از گامتوفورهای برگ‌دار و نمای نزدیک از برگ نوع وحشی. B–E: جهش‌یافته‌های مختلف.

خزه سرکوب‌شده ژنتیکی یا خزه ناک‌اوت (به انگلیسی: Knockout moss) نوعی خزه اصلاح‌شده ژنتیکی است. یک یا چند ژن خاص خزه‌ها ("سرکوب ژن")، به عنوان مثال با هدف‌گیری ژن یا روش‌های دیگر حذف یا غیرفعال می‌شوند. پس از حذف یک ژن، خزه سرکوب‌شده، ویژگی رمزگذاری‌شده توسط این ژن را از دست می‌دهد؛ بنابراین، کارکرد این ژن قابل استنباط است. این رویکرد علمی ژنتیک معکوس نامیده می‌شود زیرا دانشمند می‌خواهد کارکرد یک ژن خاص را درک کند. در ژنتیک سنتی، دانشمند با یک فنوتیپ مورد علاقه آغاز می‌کند و به دنبال ژنی است که سبب ایجاد این فنوتیپ می‌شود. خزه‌های سرکوب‌شده برای پژوهش بنیادی در زیست‌شناسی و همچنین در زیست‌فناوری مرتبط هستند.
خزه‌های سرکوب‌شده در یک بیوبانک تخصصی به نام مرکز بین‌المللی ذخایر خزه و پخش می‌شوند.
رالف رسکی و همکارانش با همکاری شرکت شیمیایی ب‌آاس‌اف مجموعه‌ای از خزه‌های سرکوب‌شده ژنتیک را برای شناسایی ژن ایجاد کردند.